# Soldiers in Hiding
Pour plus de détails, voir Fiche technique et Distribution.
Soldiers in Hiding est un film américain réalisé par Malcolm Clarke, sorti en 1985. Il a été diffusé dans le cadre de la série documentaire America Undercover.

## Synopsis
Le documentaire s'intéresse aux vétérans de la guerre du Viêt Nam.

## Fiche technique
- Titre : Soldiers in Hiding
- Réalisation : Malcolm Clarke
- Scénario : Japhet Asher et Malcolm Clarke
- Narration : Bob Gunton
- Photographie : Peter Schnall
- Montage : Claire Simpson
- Production : Japhet Asher
- Société de production : HBO
- Pays de production :  États-Unis
- Genre : Documentaire
- Durée : 53 minutes
- Date de sortie : 
  - États-Unis : 1985

## Distinctions
Le film a été nommé à l'Oscar du meilleur film documentaire.